# Vân Đồn
Vân Đồn là một đặc khu thuộc tỉnh Quảng Ninh, Việt Nam.

## Địa lý
Đặc khu Vân Đồn nằm ở phía đông tỉnh Quảng Ninh, là một vùng biển nằm trong vịnh Bắc Bộ với 600 hòn đảo lớn nhỏ thuộc hai quần đảo Cái Bầu (tên cũ là Kế Bào) và Vân Hải. Đảo lớn nhất và tập trung đông dân nhất của huyện là đảo Cái Bầu (tên cũ là Kế Bào) với diện tích tự nhiên 17.212 ha, cách đất liền qua lạch biển Cửa Ông và sông Voi Lớn. Huyện lỵ của huyện là thị trấn Cái Rồng nằm trên đảo Cái Bầu, cách thành phố Hạ Long khoảng 50 km, cách Cửa Ông 7 km theo đường tỉnh lộ 334 qua cầu Vân Đồn. Quần đảo Vân Hải nằm ở rìa phía đông nam huyện, gồm các đảo lớn như: Trà Bản, Ba Mùn (Cao Lô), Cảnh Cước (Quan Lạn), Đống Chén, Thẻ Vàng, Ngọc Vừng,... và hàng trăm đảo nhỏ khác. Các đảo đều có địa hình núi đá vôi, thường chỉ cao 200–300 m so với mặt biển, có nhiều hang động karst.
Vùng biển huyện Vân Đồn có vị trí địa lý:
- Phía đông giáp huyện đảo Cô Tô
- Phía tây giáp thành phố Cẩm Phả và thành phố Hạ Long
- Phía nam là vùng biển ngoài khơi vịnh Bắc Bộ
- Phía bắc giáp các huyện Tiên Yên, Đầm Hà và Hải Hà.[3]

Huyện Vân Đồn có diện tích 581,8 km², dân số năm 2019 là 46.616 người, tập trung chủ yếu ở thị trấn Cái Rồng và các xã Đông Xá, Hạ Long, Quan Lạn.
Do địa hình là quần đảo chủ yếu là các đảo nhỏ, lại là núi đá vôi, nên trong toàn bộ diện tích tự nhiên của huyện, diện tích đất liền không lớn, chủ yếu là diện tích mặt biển. Huyện đảo Vân Đồn có 68% diện tích đất tự nhiên trên các đảo là rừng và đất rừng. Trên các đảo không có sông ngòi lớn mà chỉ có vài con suối trên những đảo lớn.
Cũng giống như tất cả các đảo trong vịnh Bắc Bộ các đảo của huyện Vân Đồn vốn trước kia là các đỉnh núi của phần thềm lục địa, ở vị trí Tây Bắc vịnh Bắc bộ, phần kéo dài của dãy núi Đông Triều. Sau thời kỳ biển tiến, hình thành vịnh Bắc Bộ, các đỉnh núi này còn sót lại, nằm nổi trên mặt biển thành các đảo độc lập thuộc hai vùng của vịnh Bắc Bộ là vịnh Bái Tử Long và vịnh Hạ Long. Các đảo thuộc huyện Vân Đồn chỉ là một phần trong quần đảo Tây Bắc vịnh Bắc Bộ. Các ngọn núi trên các đảo của huyện tiêu biểu có:
- Núi Nàng Tiên ở đảo Trà Bản, trên địa phận xã Bản Sen, cao 450 m;
- Núi Vạn Hoa ở đảo Cái Bầu cao 397 m.

Người dân địa phương thường gọi các eo biển giữa các đảo với nhau và với đất liền là sông như: sông Voi Lớn nằm giữa đảo Cái Bầu với đất liền, sông Mang ở đảo Quan Lạn. Trên địa bàn huyện có hai hồ nhỏ là hồ Voòng Tre và hồ Mắt Rồng.
Lượng mưa bình quân hàng năm ở đây khoảng trên 2000 mm/năm.

## Hành chính
Huyện Vân Đồn có 12 đơn vị hành chính trực thuộc, gồm thị trấn Cái Rồng (huyện lỵ) và 11 xã: Bản Sen, Bình Dân, Đài Xuyên, Đoàn Kết, Đông Xá, Hạ Long, Minh Châu, Ngọc Vừng, Quan Lạn, Thắng Lợi, Vạn Yên.
Trong đó, 7 xã, thị trấn nằm trên đảo Cái Bầu và các đảo nhỏ trong vùng biển phụ cận đảo Cái Bầu là thị trấn Cái Rồng và các xã: Đông Xá, Hạ Long, Bình Dân, Đoàn Kết, Đài Xuyên, Vạn Yên 
- 5 xã thuộc quần đảo Vân Hải là các xã: Minh Châu, Quan Lạn, Ngọc Vừng, Bản Sen, Thắng Lợi.

## Giao thông
Từ đất liền có thể sang đảo Cái Bầu bằng đường bộ đi qua 3 cây cầu Vân Đồn I, Vân Đồn II và Vân Đồn III. Tỉnh lộ 334 dài 40 km nối tiếp các cây cầu trên và chạy xuyên suốt 40 km trong đảo Cái Bầu. Tuy nhiên, giao thông trong huyện chủ yếu là bằng đường thủy giữa các đảo. Xã Vạn Yên (trên đảo Cái Bầu) có bến cảng Vạn Hoa, thị trấn Cái Rồng (trên đảo Cái Bầu) có cảng Cái Rồng, có thể cho xà lan, tàu thuyền tải trọng hàng trăm tấn ra vào dễ dàng, đồng thời là đầu mối giao thông qua lại giữa các đảo. Năm 2020, khai trương đường cao tốc Hạ Long - Vân Đồn đi qua. Ở đây còn có sân bay Vân Đồn hiện đã được đưa vào khai thác.
Trên các đảo Trà Bản, Ngọc Vừng, Quan Lạn có những đoạn đường ô tô dùng cho quân sự và lâm nghiệp, nhưng chỉ là các đoạn đường trong nội bộ các đảo. Còn giữa các đảo với nhau và với đất liền chủ yếu vẫn dùng phương tiện giao thông đường thủy.

## Lịch sử
Con người đã có mặt trên các đảo của huyện Vân Đồn từ rất sớm. Di chỉ khảo cổ ở đây có mật độ đậm đặc. Hang Soi Nhụ là một di chỉ thuộc trung kỳ đồ đá mới, trước cả văn hóa Hạ Long. Tại thôn Đá Bạc xã Minh Châu có di chỉ mộ cổ thời Hán.
Tên Vân Đồn có nguồn gốc từ tên núi Vân (núi có mây phủ) ở làng Vân (nay thuộc xã Quan Lạn) nằm trong tuyến đảo ngoài Vân Hải. Do ở cửa ngõ của vùng quần đảo hiểm yếu nên, theo sử sách, năm 980 ở đây đã có đồn Vân, trấn giữ vùng biển Đông Bắc, của quân đội nhà Tiền Lê. Sang triều Lý năm 1149 vua Lý Anh Tông chính thức lập trang Vân Đồn, đồng thời Vân Đồn biến thành thương cảng đầu tiên của Đại Việt, trong giao thương với các nước trong khu vực Đông Á và Thế giới như: Nhật Bản, Trung Quốc, Ấn Độ, Thái Lan, Indonesia... Thương cảng Vân Đồn thịnh vượng suốt 3 triều đại là: Lý - Trần - Hậu Lê (Lê sơ) rồi suy thái và bị lãng quên vào thời nhà Mạc.
Di tích Thương cảng Vân Đồn còn lại vừa chứa đựng dấu ấn của nhà Trần về chiến công chống nhà Nguyên lại vừa có dấu ấn về giao thương, buôn bán. Trận Vân Đồn năm 1288 trên dòng sông Mang (Quan Lạn) gắn liền với tên tuổi của danh tướng Trần Khánh Dư. Dưới sự chỉ huy của ông, quân dân nhà Trần đã đánh tan đoàn thuyền lương của Trương Văn Hổ, góp phần quan trọng vào chiến thắng chung của trận Bạch Đằng năm 1288.
Sau khi Thương cảng Vân Đồn được hình thành từ thời Lý (1149), đến thời Trần đã phát triển tới hưng thịnh. Các bến thuyền cổ trung chuyển hàng hoá gồm hương liệu, gốm sứ, lâm thổ sản hình thành dọc ven sông Bạch Đằng, Cửa Lục cho tới các đảo Cống Đông, Quan Lạn. Tại đảo Cống Đông (nay là xã Thắng Lợi), các nhà khảo cổ đã tìm thấy dấu tích của nhiều công trình kiến trúc Phật giáo quy mô thời Trần như chùa, tháp, nhiều di vật bia đá, lan can, chân kê cột... Đây là những minh chứng rõ nhất cho sự phát triển phồn thịnh về thương mại dưới triều nhà Trần.
Trong quá trình lịch sử thì Vân Đồn đã nhiều lần thay tên và có lúc là huyện, lúc là châu. Đến tháng 12 năm 1948 thì Chính phủ nước Việt Nam Dân chủ Cộng hòa quyết định thành lập huyện Cẩm Phả (được tách ra khỏi thị xã Cẩm Phả).
Huyện Cẩm Phả khi đó gồm 12 xã: Hồng Thanh, Vân Hải, Minh Châu, Tam Khê, Thi Đua, Thụy Hà, Tràng Xá, Đoàn Kết, Lương Hà, Hạ Long, Đông Hà, Xuyên Yên.
Ngày 6 tháng 3 năm 1957, chia xã Vân Hải thành 4 xã: Quan Lạn, Bản Sen, Ngọc Vừng, Minh Châu. Ngày 12 tháng 12 năm 1957, thành lập xã Vạn Hoa.
Từ ngày 30 tháng 10 năm 1963, hai tỉnh Quảng Yên và Hải Ninh hợp nhất thành tỉnh Quảng Ninh, huyện Vân Đồn trực thuộc tỉnh Quảng Ninh.
Ngày 16 tháng 7 năm 1964, sáp nhập hai xã Cô Tô và Thanh Lân trực thuộc tỉnh Quảng Ninh vào huyện Cẩm Phả.
Ngày 26 tháng 9 năm 1966, sáp nhập xã Tân Hải thuộc thị xã Hồng Gai và xã Thắng Lợi thuộc thị xã Cẩm Phả vào huyện Cẩm Phả.
Ngày 16 tháng 1 năm 1979, sáp nhập xã Văn Châu vào xã Cộng Hòa và chuyển xã này về thị xã Cẩm Phả quản lý.
Ngày 10 tháng 9 năm 1981, thành lập thị trấn Cái Rồng, sáp nhập xã Tân Hải vào xã Ngọc Vừng và sáp nhập xã Thạch Hà vào các xã Đông Xá, Hạ Long và thị trấn Cái Rồng.
Ngày 16 tháng 4 năm 1988, sáp nhập xã Vạn Hoa vào xã Vạn Yên.
Cuối năm 1993, huyện Cẩm Phả có 1 thị trấn Cái Rồng và 13 xã: Bản Sen, Bình Dân, Cô Tô, Đài Xuyên, Đoàn Kết, Đông Xá, Hạ Long, Minh Châu, Ngọc Vừng, Quan Lạn, Thắng Lợi, Thanh Lân, Vạn Yên.
Đến ngày 23 tháng 3 năm 1994, huyện Cẩm Phả được đổi tên thành huyện Vân Đồn như hiện nay. Đồng thời, tách 2 xã Cô Tô, Thanh Lân để thành lập huyện đảo Cô Tô.
Ngày 21 tháng 8 năm 2015, Bộ Xây dựng ban hành Quyết định số 973/QĐ-BXD công nhận thị trấn Cái Rồng mở rộng là đô thị loại IV.

## Kinh tế
Nền kinh tế của Vân Đồn chủ yếu là kinh tế biển và khai thác khoáng sản bao gồm: nuôi trồng và đánh bắt hải sản, trồng và khai thác lâm nghiệp, dịch vụ du lịch biển, khai thác than, đá vôi, cát trắng, sắt, vàng sa khoáng. Kinh tế lâm nghiệp suy giảm do khai thác cạn kiệt, tốc độ trồng lại rừng không theo kịp tốc độ khai thác.
Vùng biển của huyện có nhiều chủng loại hải sản quý như: tôm he, cá mực, sá sùng, cua, ghẹ, ngọc trai, bào ngư... Nghề khai thác hải sản có từ lâu đời, song chủ yếu là đánh bắt trong lồng bè và ven bờ, chỉ từ năm 1995 tới nay mới phát triển đánh bắt xa bờ. Việc nuồi trồng thủy sản, đặc biệt là nghề nuôi cấy ngọc trai, từ năm 1990 mới phát triển mạnh. Sản lượng hải sản đánh bắt và nuôi trồng vào đầu những năm 1990 tăng từ 2-3 nghìn tấn/năm lên 5-6 nghìn tấn/năm.
Công nghiệp khai khoáng gồm: than đá đã được khai thác từ thời Pháp thuộc ở mỏ than Kế Bào. Trữ lượng hiện còn khoảng 107 triệu tấn. Mỏ quặng sắt Cái Bầu có trữ lượng lớn khoảng 154.000 tấn. Mỏ cát trắng Vân Hải có trữ lượng trên 13 triệu tấn, hiện đang khai thác với sản lượng 20.000 tấn/năm. Vàng sa khoáng vàng trong đới quặng sắt có ở đảo Cái Bầu.
Huyện đảo Vân Đồn, nằm ôm trọn vùng vịnh Bái Tử Long, có nhiều đảo đá vôi và những hang động đẹp, lại nối liền với vịnh Hạ Long, di sản thế giới. Các xã đảo tuyến ngoài giáp vịnh Hạ Long (tuyến đảo Vân Hải) có nhiều bãi tắm đẹp, nhiều hải sản ngon, khí hậu trong lành và những di tích lịch sử văn hóa, có nhiều tiềm năng để phát triển kinh tế dịch vụ du lịch.
Rừng trên nhiều đảo xưa kia có nhiều lâm sản quý, trong đó có nhiều loại cây gỗ quý như gỗ lim, gỗ táu, gỗ nghiến, gỗ mun... nhưng đang cạn kiệt do tốc độ khai thác cao hơn tốc độ tái sinh. Cây gỗ mần lái là lâm sản đặc hữu ở đây. Đình làng Quan Lạn được làm hoàn toàn từ loại gỗ này. Trong rừng có nhiều chim thú quý (khỉ lông vàng, vẹt đầu bạc, đại bàng đất, công trĩ, hươu sao...), nhiều loài có số lượng không nhiều được ghi vào sách đỏ thế giới. Nhưng ngày nay, lâm sản đã suy giảm nghiêm trọng: Rừng Ba Mùn là một khu rừng nguyên sinh từng được quy định là vườn quốc gia, nhưng sau bị khai thác bừa bãi đã suy giảm thể chất. Để thay thế và nâng cấp phạm vi bảo vệ nguồn sinh quyển quý hiếm, Chính phủ quy định toàn bộ rừng nguyên sinh trên các đảo vùng vịnh Bái Tử Long (kể cả các đảo thuộc thành phố Cẩm Phả và thành phố Hạ Long) mới được gọi là vườn quốc gia, đó là vườn quốc gia Bái Tử Long. Toàn huyện có trên 2.000 ha rừng trồng chủ yếu là rừng thông, sa mộc, bạch đàn. Việc trồng rừng này không thể khôi phục hoàn toàn sự đa dạng sinh học đã mất do khai thác rừng nguyên sinh, mà chỉ phần nào cải thiện cảnh quan môi trường.
Đất nông nghiệp của toàn huyện rất hẹp (1.242 ha) trong đó: đất trồng lúa chưa đến 600 ha, và gần 100 ha cây ăn quả. Đất nông nghiệp lại là đất bạc màu, trên núi đá lại pha cát, thiếu nước tưới vì ít sông hồ nên năng suất thấp. Tổng sản lượng lương thực hàng năm chưa đến 5.000 tấn quy thóc.
Tiểu thủ công nghiệp trên địa bàn huyện có các nghề đóng thuyền, sản xuất vật liệu xây dựng, làm đồ mộc, chế biến hải sản.
Khu kinh tế Vân Đồn được Chính phủ phê duyệt thành lập từ năm 2007 và hiện đang được triển khai xây dựng các cơ sở hạ tầng. Theo quy hoạch, đây sẽ là một trung tâm du lịch sinh thái biển đảo chất lượng cao và dịch vụ cao cấp, đồng thời là trung tâm hàng không, đầu mối giao thương quốc tế, thúc đẩy phát triển kinh tế ở Vân Đồn nói riêng và Quảng Ninh nói chung.

## Du lịch

### Vườn Quốc gia Bái Tử Long
Vườn quốc gia Bái Tử Long được thành lập năm 2001, trên cơ sở nâng cấp khu Bảo tồn thiên nhiên Ba Mùn về quy mô khu vực bảo vệ. Không chỉ là khu bảo tồn sinh quyển trên cạn, mà vườn quốc gia Bái Tử Long còn là nơi bảo vệ nguồn sinh vật ven biển của Việt Nam.

### Các di chỉ khảo cổ và kiến trúc cổ
- Hang Soi Nhụ
- Di chỉ mộ thời Hán tại thôn Đá Bạc
- Hệ thống các bến bãi thương cảng cổ Vân Đồn: bến Cái Làng, bến Cống Cái, bến Con Quy, bến Cái Cổng, bến Cống Yên, bến Cống Hẹp, bến Gạo Rang... và bến Cống Đông, nằm ven những lạch nước sâu, rộng và lặng sóng được gọi là sông nhưng không phải sông, đó là: sông Mang, sông Cống Đông, sông Voi Lớn,...
- Đình làng Quan Lạn

### Hệ thống hang động Karst và đảo đá kỳ thú
- Đảo hòn Đũa
- Đảo hòn Thiên Nga
- Hang Soi Nhụ

### Các bãi tắm biển hoang sơ
Từ hòn Thiên Nga ra khơi thêm 15 km, sẽ tìm thấy một chuỗi những bãi tắm nguyên sơ toàn một màu cát trắng, phẳng mịn dài hàng chục cây số trên một chuỗi các đảo Quan Lạn, Minh Châu, Ngọc Vừng. Những bãi tắm này đều thoải và rộng hàng trăm mét kể từ bờ, độ sâu vừa phải nước chỉ tới ngang ngực.